# الهجمات الإسرائيلية على قطاع غزة (مارس 2025)
في 17 مارس 2025، شنت إسرائيل هجومًا صاروخيًا ومدفعيًا واسع النطاق على قطاع غزة، وهو الأعنف منذ اتفاق وقف إطلاق النار السابق مع حركة حماس، وأعلن الجيش الإسرائيلي إطلاق عملية عسكرية أطلق عليها اسم "القوة والسيف" (بالعبرية: מבצע עוז וחרב)، وأدعى أن هذه الضربات استهدفت شخصيات قيادية وقادة عسكريين متوسطي الرتبة والبنية التحتية العملياتية لحماس، بعد انتهاء مفاوضات تبادل الأسرى.
في 19 يناير 2025، وافق رئيس الوزراء الإسرائيلي بنيامين نتنياهو على اتفاق وقف إطلاق النار من ثلاث مراحل مع حماس؛ وبموجب الاتفاق، سيتم إطلاق سراح جميع الرهائن الإسرائيليين بحلول نهاية المرحلة الثانية وستنتهي حرب غزة بشكل دائم. بعد انتهاء المرحلة الأولى في 1 مارس، واصلت حماس الانتقال إلى المرحلة الثانية - كما هو متصور في اتفاق وقف إطلاق النار الأصلي - بينما أصر نتنياهو وإدارة ترامب على إعادة التفاوض على الشروط. كما رفضت إسرائيل الانسحاب من مواقع في غزة على الرغم من أنها وافقت على ذلك في اتفاق وقف إطلاق النار. علاوة على ذلك، خلال وقف إطلاق النار، قتلت إسرائيل أكثر من 140 فلسطينيًا في قطاع غزة. في مارس، منعت إسرائيل جميع المواد الغذائية والأدوية من دخول غزة؛ وفي وقت لاحق، قطعت الكهرباء عن محطة تحلية المياه الرئيسية في غزة، مما أدى فعليًا إلى قطع المياه. وقد اعتبرت هذه الإجراءاتجرائم حرب.
في يوم 18 مارس، وفي الساعة الثانية صباحًا، بدأ الجيش الإسرائيلي هجومًا مفاجئًا ضخمًا على أجزاء مختلفة من قطاع غزة، بما في ذلك مدينة غزة وخان يونس ورفح، وأسفرت الغارات والمجازر عن استشهاد أكثر من 413 شخصًا، معظمهم من النساء والأطفال، وفقًا لوزارة الصحة في غزة وادعى الجيش الإسرائيلي أن الهجوم، بأنه جزء من استراتيجية أوسع نطاقاً لإضعاف حماس وقدرتها العمليات وأن الغارات استهدفت شخصيات قيادية وقادة عسكريين من الرتب المتوسطة والبنية التحتية التشغيلية لحماس. وقد نفى الخبراء ذلك، حيث لاحظوا أن إسرائيل هاجمت قطاع غزة دون تمييز. وبحسب وزارة الصحة في غزة، أسفرت الهجمات عن مقتل أكثر من 404 أشخاص وإصابة أكثر من 562. ومقتل أكثر من 150 طفلاً، وكان من بين القتلى محمود أبو وطفة، أحد أبرز قادة حماس في غزة.في صباح يوم الاثنين، 19 مايو 2025، نفّذ الجيش الإسرائيلي سلسلة من الغارات الجوية في مناطق متفرقة من قطاع غزة، أسفرت، وفقاً لمصادر إعلامية، عن مقتل 17 شخصاً. وتزامنت الضربات مع انقطاع خدمات الاتصالات والإنترنت في بعض المناطق داخل القطاع. في الوقت نفسه، أشارت تقارير إلى تنفيذ عملية خاصة للجيش الإسرائيلي في مدينة خان يونس، وهي تقارير نُفيت لاحقاً. وذكرت مصادر تابعة لحركة "حماس" أن مقاتليها خاضوا اشتباكات مع قوات إسرائيلية في محيط خان يونس.
وزعمت الحكومة الإسرائيلية إنها نفذت الهجوم ردا على رفض حماس تمديد وقف إطلاق النار من خلال إطلاق سراح المزيد من الرهائن. وأعلن رئيس الوزراء بنيامين نتنياهو ووزير الدفاع يسرائيل كاتس أن العمليات العسكرية ستستمر حتى تحرير جميع الرهائن الإسرائيليين وتحييد القدرات العسكرية لحماس. وقعت الهجمات بعد أسابيع قليلة من تحذير الرئيس الأمريكي دونالد ترامب من أن "الجحيم سوف يندلع إذا لم تفرج حماس عن الرهائن". وكان المبعوث الأمريكي ستيف ويتكوف، الذي قاد جهود الوساطة إلى جانب مصر وقطر، قد صرح في وقت سابق بأن حماس يجب أن تطلق سراح الرهائن الأحياء على الفور "أو تدفع ثمنًا باهظًا". وأكد المتحدث باسم مجلس الأمن القومي الأمريكي أن الجماعة "كان بإمكانها إطلاق سراح الرهائن لتمديد وقف إطلاق النار ولكنها اختارت الرفض والحرب بدلاً من ذلك". وادعت إسرائيل بأنها أبلغت الولايات المتحدة قبل بدء العملية.
وأدانت حماس هذه الضربات باعتبارها انتهاكا لوقف إطلاق النار، واتهمت إسرائيل بتعريض حياة الرهائن المحتجزين في غزة للخطر. وأثار هذا التصعيد ردود فعل دولية، مما دفع مجلس الأمن التابع للأمم المتحدة إلى عقد جلسة طارئة لمعالجة الأزمة. وكثف الوسطاء الإقليميون جهودهم الدبلوماسية للتوسط في تجديد الهدنة.

## خلفية
في يناير 2025، دخل وقف إطلاق النار بين إسرائيل وحماس حيز التنفيذ، مما أدى إلى توقف الحرب في غزة مؤقتًا. ومع ذلك، انتهك الجيش الإسرائيلي وقف إطلاق النار مئات المرات، ونفذت غارات على قطاع غزة أسفرت عن مقتل أكثر من 100 شخص.
في الثاني من مارس/آذار، وبعد وقت قصير من بدء شهر رمضان، أغلقت إسرائيل دخول جميع المساعدات الإنسانية (بما في ذلك الغذاء والوقود) إلى قطاع غزة. وبعد أيام قليلة، قطعت إسرائيل الكهرباء عن محطة تحلية المياه الرئيسية في قطاع غزة، والتي كانت توفر مياه الشرب لـ 500 ألف فلسطيني.
في 17 مارس/آذار، وقبل يوم واحد من بدء الغارات الجوية الإسرائيلية المتجددة، وزعم غادي أيزنكوت وعدد من نواب المعارضة في لجنة الشؤون الخارجية والدفاع أن حماس وحركة الجهاد الإسلامي الفلسطيني بدأا في تجديد قدراتهما العسكرية أثناء وقف إطلاق النار، حيث زادت قواتهما إلى 25 ألف جندي و5 آلاف جندي على التوالي. واتهم أعضاء المعارضة رئيس الوزراء الإسرائيلي بنيامين نتنياهو وحكومته بالفشل في القضاء على القدرات العسكرية لحماس والجماعات المتحالفة معها أو إنقاذ الرهائن الإسرائيليين المتبقين في غزة.
وكان من المقرر أن يدلي نتنياهو بشهادته في محاكمته بتهم الفساد في 18 مارس/آذار، ولكن نتيجة للهجمات تأجلت الإجراءات القانونية. وزعم تقرير عسكري إسرائيلي صدر في نفس اليوم أن حماس بدأت الاستعدادات لشن غارة جديدة على إسرائيل لمهاجمة المجتمعات والكيبوتسات القريبة من الحدود، وكذلك الجنود الإسرائيليين في غزة.

## الهجمات
بدأت الهجمات في 18 مارس 2025، في حوالي الساعة 2:20 صباحًا بالتوقيت المحلي. وقد وصفت هذه العمليات على نطاق واسع بأنها "هجوم مفاجئ"، ووقعت أثناء احتفال الفلسطينيين بشهر رمضان المبارك. بدأت الطائرات الحربية الإسرائيلية دخول غزة في الساعة 2:30 صباحًا، وأعلنت القوات الإسرائيلية على تيليجرام أنها وجهاز الأمن الإسرائيلي "يشنان ضربات مكثفة على أهداف تابعة لمنظمة حماس في قطاع غزة". وبحسب وكالة أسوشيتد برس، أمر رئيس الوزراء الإسرائيلي بنيامين نتنياهو بشن الغارات بعد أن بدا أن محادثات وقف إطلاق النار قد توقفت. واستهدفت الغارات رفح وخان يونس ودير البلح والنصيرات والبريج والزيتون والكرامة وبيت حانون، بحسب ما وردن عن الجيش الإسرائيلي. وصرحت قناة الجزيرة عن غارات في المواصي برفح.
وصرح مسؤول عسكري إسرائيلي لم يكشف عن هويته لوكالة رويترز بأنهم سيواصلون الهجمات إلى أجل غير مسمى، وسيضيفون عناصر عسكرية أخرى إلى جانب الضربات الجوية.
وأفاد مراسل الجزيرة في غزة أن قصفاً عنيفاً من الدبابات الإسرائيلية استهدف الأجزاء الشرقية من بلدة عبسان الكبيرة في خان يونس. وذكرت التقارير أن القصف أدى إلى مقتل ثلاثة عشر شخصا. وتشير التقارير إلى أن إحدى الغارات الجوية على رفح أدت إلى مقتل سبعة عشر فرداً من عائلة واحدة.

## الحصار على الإمدادات الإنسانية
قبل وأثناء وبعد الغارات، فرضت إسرائيل حصارًا شاملًا على جميع الإمدادات الإنسانية، بما في ذلك الغذاء والماء والأدوية واللوازم الطبية ومواد الطبخ وغيرها من السلع الأساسية. ورُفضت طلبات عديدة من مجلس الأمن التابع للأمم المتحدة لجمع وتوزيع المساعدات المتبقية عند معبر كرم أبو سالم "رفضًا ممنهجًا". إضافةً إلى ذلك، قطعت إسرائيل الكهرباء عن محطة تحلية المياه في جنوب غزة، مما حدّ من توافر المياه النظيفة لنحو 600 ألف شخص. وأدى الحصار المفروض على السلع التجارية إلى ارتفاع حاد في أسعار المواد الغذائية الأساسية، حيث تضاعفت أسعار الخضراوات ثلاثة أضعاف في شمال غزة، وأُجبرت ستة مخابز على الأقل مدعومة من برنامج الغذاء العالمي على الإغلاق نتيجة نقص لوازم الطبخ والغاز.
في 19 مارس/آذار، أفاد مكتب تنسيق الشؤون الإنسانية أن إسرائيل منعت دخول المعدات الطبية إلى غزة، بما في ذلك 20 جهاز تنفس صناعي لوحدات العناية المركزة للأطفال حديثي الولادة وتسع حاضنات محمولة للأطفال حديثي الولادة.

## الأحداث والتبعات

### الشهداء
| اسم                | دور                                                                                           | ملحوظات       |
| ------------------ | --------------------------------------------------------------------------------------------- | ------------- |
| عصام الدعاليس      | عضو المكتب السياسي لحركة حماس في غزة ورئيس لجنة متابعة النشاط الحكومي                         | [ 46 ] [ 47 ] |
| أحمد الخطا         | مدير عام وزارة العدل في حكومة حماس                                                            | [ 47 ]        |
| محمود أبو وطفة     | الذي كان يرأس وزارة الداخلية لحركة حماس، وكان مسؤولاً عن شرطة حماس وأجهزة الأمن الداخلي في غزة | [ 47 ] [ 48 ] |
| بهجت أبو سلطان     | رئيس قوات الأمن الداخلي لحماس                                                                 | [ 47 ]        |
| أبو حمزة           | المتحدث باسم حركة الجهاد الإسلامي الفلسطينية                                                  | [ 49 ] [ 50 ] |
| عبد اللطيف القانوع | المتحدث الرسمي باسم حركة حماس                                                                 |               |

وبحسب وزارة الصحة في غزة، قُتل ما لا يقل عن 404 أشخاص، من بينهم أطفال. وذكرت الوزارة أن أكثر من 660 شخصًا أصيبوا جراء الهجمات. وأفادت التقارير بإصابة أكثر من سبعين شخصًا في وسط غزة. وقالت هيئة الإذاعة الإسرائيلية العامة إن الهجمات استهدفت مسؤولين سياسيين وقادة حماس.
وأفاد مكتب الإعلام الحكومي في قطاع غزة أن معظم الضحايا من النساء وكبار السن والأطفال، مشيرا إلى أن "عائلات بأكملها" استشهدت. وقال المكتب إن الهجمات كانت مصممة تكتيكيًا لتدمير إرادة سكان غزة، وحث المجتمع الدولي على وقف الهجمات ومحاسبة المسؤولين الإسرائيليين.
أدت غارة جوية إسرائيلية على مقر الأمم المتحدة في مدينة غزة إلى مقتل مواطن بلغاري وإصابة أربعة أشخاص آخرين.
وأستشهد عصام الدعاليس، الذي تولى رئاسة وزراء الحكومة في غزة في الغارات التي وقعت في 18 مارس، ومن بين المسؤولين الحكوميين الآخرين الذين قُتلوا: محمود أبو وطفة (وكيل وزارة الداخلية في قطاع غزة)، وبهجت أبو سلطان (رئيس الأمن الداخلي)، وأحمد عمر الحطاط (وكيل وزارة العدل في قطاع غزة). كما استشهد المتحدث باسم سرايا القدس الجناح العسكري لحركة الجهاد الإسلامي الفلسطينية أبو حمزة في الغارات الجوية. بالإضافة لذلك، أفادت حماس أيضًا بإستشهاد ياسر حرب ومحمد الجماصي، أعضاء مكتبها السياسي. وأعلنت لجان المقاومة الشعبية عن مقتل محمد البطران، قائد وحدة المدفعية التابعة لها وعضو مجلس اللواء العسكري المركزي التابع لها. وفي 22 مارس 2025، استشهد القيادي وعضو المكتب السياسي لحماس صلاح البردويل في غارة جوية استهدفت خيمة عائلته بمنطقة المواصي في خان يونس جنوب قطاع غزة.

## ردود الفعل
وكثف الوسطاء الإقليميون جهودهم الدبلوماسية للتوسط في تجديد الهدنة. وأكدت الولايات المتحدة على حق إسرائيل في الدفاع عن النفس وحملت حماس مسؤولية الفشل في تمديد وقف إطلاق النار من خلال مفاوضات الرهائن. وأصدر البيت الأبيض بيانًا قال فيه إن حماس والكيانات الإقليمية الأخرى "سترى ثمنًا باهظًا"، مؤكدًا أن "الجحيم سيندلع".

### إسرائيل
وقال وزير الدفاع الإسرائيلي يسرائيل كاتس إن إسرائيل "عادت إلى القتال في غزة". وأضاف أنه إذا لم تطلق حماس سراح جميع الأسرى المحتجزين لديها في الأراضي الفلسطينية، فإن إسرائيل ستفتح "أبواب الجحيم" على غزة، وستسرح قوات "لم تعرفها حماس من قبل". أغلقت إسرائيل معبر رفح الحدودي إلى أجل غير مسمى أثناء الهجمات.
وأدان بيان صادر عن منتدى الرهائن والعائلات المفقودة الهجمات المتجددة باعتبارها "تحطيمًا متعمدًا" لعملية إعادة الرهائن التسعة والخمسين المتبقين، واتهم حكومة نتنياهو "باختيار التخلي عن حياة الرهائن". وطالب المنتدى بالعودة إلى شروط وقف إطلاق النار وحث الرئيس الأمريكي دونالد ترامب على التفاوض لإطلاق سراح جميع الرهائن.
أصدر مكتب رئيس الوزراء الإسرائيلي بنيامين نتنياهو بيانًا على تويتر/X زعم فيه "أن حماس رفضت بإصرار إطلاق سراح الرهائن الإسرائيليين المختطفين خلال الهجوم الذي قادته حماس على إسرائيل في السابع من أكتوبر/تشرين الأول، بينما رفضت جميع المقترحات التي قدمها الوسطاء والمبعوث الخاص للولايات المتحدة إلى الشرق الأوسط ستيف ويتكوف". صرّح وزير الخارجية الإسرائيلي جدعون ساعر بأنه لم يكن أمام إسرائيل خيار سوى خرق اتفاق وقف إطلاق النار بسبب تعثر المفاوضات وتوقف حماس عن إعادة الأسرى خلال الأسبوعين ونصف الأسبوع اللذين سبقا الهجمات. ووصف الوضع بأنه "طريق مسدود" حيث "لن يتغير شيء" دون مزيد من الإجراءات. كما صرّح بأن العملية العسكرية التي بدأت بالهجمات لن تقتصر على يوم واحد.

### فلسطين
وقال المسؤول في حماس عزت الرشق إن "قرار نتنياهو باستئناف الحرب" كان "قرارا بالتضحية بأسرى الاحتلال وفرض حكم الإعدام عليهم". وقال مسؤول كبير في حماس لرويترز إن الهجمات المتجددة تمثل إنهاء إسرائيل من جانب واحد لوقف إطلاق النار الذي بدأ في 19 يناير كانون الثاني. ووصفت حركة الجهاد الإسلامي إسرائيل بأنها "تعمل عمدا على تخريب كل الجهود الرامية إلى التوصل إلى وقف إطلاق النار" بهدف استئناف "حرب الإبادة" على غزة. ووصفت المجموعة شبه العسكرية حكومة نتنياهو بأنها "حكومة نازية متعطشة للدماء"، وتعهد بأن الحكومة ستفشل في تحقيق أهدافها. ووصف المسؤول في حماس طاهر نونو الهجمات بأنها "اختبار أخلاقي" للمجتمع الدولي، والذي سيقرر ما إذا كان سيسمح باستمرار القصف على المدنيين، أو ما إذا كان سيتحرك لوقف العنف ضد المدنيين الفلسطينيين.
- السلطة الفلسطينية: أدانت وزارة الخارجية الفلسطينية "الهجوم الوحشي المتواصل على قطاع غزة"، وطالبت بموقف دولي حازم لتثبيت الوقف الفوري لعدوان الاحتلال الإسرائيلي على قطاع غزة محذرة من إقدام الاحتلال على تنفيذ مخططاته بتهجير أبناء الشعب الفلسطيني، وأكدت في بيان أن "الحلول السياسية هي مدخل لتحقيق التهدئة ووقف العدوان واستعادة الأفق السياسي لحل الصراع" واعتبرت أن "استمرار العدوان على شعبنا واستباحة دماء الأطفال والنساء والمدنيين العزل يمثل هروباً إسرائيلياً رسمياً من استحقاقات تثبيت وقف حرب الإبادة والتهجير وانسحاب جيش الاحتلال من القطاع، وتعطيلاً للجهود الدولية الداعمة لخطة إعادة الإعمار وتوحيد شطري الوطن وتجسيد الدولة الفلسطينية".[71]

### الدول العربية
- جامعة الدول العربية: أدان الأمين العام للجامعة أحمد أبو الغيط «بأشد العبارات «الغارات الإسرائيلية الوحشية على قطاع غزة» ووصف استئناف هذه العمليات العسكرية بأنه "عمل مجرد من الإنسانية وتحدٍ صارخ للإرادة الدولية التي دعمت وقف إطلاق النار" وأكد "أن قادة الاحتلال الإسرائيلي يخوضون معركة داخلية على حساب دماء الأطفال والنساء في غزة معرضين حياة الرهائن الإسرائيليين في القطاع للخطر ومتجاهلين اتفاق وقف إطلاق النار الذي كان من المفترض أن يدخل مرحلته الثانية في هذه الأيام»، وشدد على ضرورة أن يرفع المجتمع الدولي صوته لوقف هذه المذبحة التي تستهدف شعبًا محاصرًا ومُحرمًا من المساعدات الطبية والإنسانية في حملة غير مسبوقة من التجويع والقتل الممنهج والتطهير العرقي. ودعا المجتمع الدولي إلى الضغط على إسرائيل لوقف العمليات العسكرية فورًا، والعودة إلى مفاوضات وقف إطلاق النار، بهدف التوصل إلى اتفاق شامل يضمن تبادل الأسرى وإنهاء الحرب بشكل نهائي.[72]
- مصر: أدانت مصر والتي التي تعمل كوسيط إلى جانب قطر والولايات المتحدة في مفاوضات وقف إطلاق النار الهجمات الإسرائيلية بأنها "انتهاك صارخ" للاتفاق، وأدانت وزارة الخارجية في بيان "بأشد العبارات" الغارات الجوية الإسرائيلية التي استهدفت قطاع غزة» وبما يشكل انتهاكاً صارخاً لاتفاق وقف إطلاق النار ويعد تصعيداً خطيراً ينذر بعواقب وخيمة على استقرار المنطقة»، وأعربت عن رفض مصر الكامل مجدداً لكافة «الاعتداءات الإسرائيلية الرامية إلى إعادة التوتر للمنطقة والعمل على إفشال الجهود الهادفة للتهدئة واستعادة الاستقرار».[73]
- قطر: أدانت وزارة الخارجية القطرية "بأشد العبارات استئناف قوات الاحتلال الإسرائيلي غاراتها على قطاع غزة"، وأكدت أن "العدوان الإسرائيلي يعد تحديا سافرا للإرادة الدولية الداعمة للسلام" وحذرت من "أن سياسات الاحتلال التصعيدية ستقود في النهاية إلى إشعال المنطقة والعبث بأمنها واستقرارها" وأكدت "الحاجة الماسة لاستئناف الحوار من أجل تنفيذ مراحل اتفاق وقف إطلاق النار وصولا إلى إنهاء الحرب على قطاع غزة"، وأضافت" أن الأوضاع الإنسانية الكارثية في قطاع غزة بلغت درجة غير مسبوقة في التاريخ، ما يستوجب تحرك المجتمع الدولي عاجلا لتوفير الحماية اللازمة للشعب الفلسطيني".[74]
- السعودية: أعربت وزارة الخارجية السعودية عن إدانة واستنكار المملكة "بأشد العبارات" «استئناف قوات الاحتلال الإسرائيلية العدوان على قطاع غزة وقصفها المباشر على مناطق مأهولة بالمدنيين العزّل دون أدنى اعتبار للقانون الدولي الإنساني»، وشددت "على أهمية الوقف الفوري للقتل والعنف والدمار الإسرائيلي وحماية المدنيين الفلسطينيين من آلة الحرب الإسرائيلية الجائرة مؤكدةً أهمية اضطلاع المجتمع الدولي بمسؤولياته بالتدخل الفوري لوضع حد لهذه الجرائم وإنهاء المعاناة الإنسانية القاسية التي يتعرض لها الشعب الفلسطيني الشقيق".[75][76]
- الأردن: أدانت وزارة الخارجية وشؤون المغتربين الأردنية "استئناف إسرائيل عدوانها على غزة وشنّها غازات على مناطق متفرقة في القطاع أسفرت عن ارتقاء وإصابة مئات الفلسطينيين"، وأكّد الناطق الرسمي باسم الوزارة السفير د. سفيان القضاة "ضرورة أن تلتزم إسرائيل باتفاق وقف إطلاق النار بجميع مراحله والذي أنجز بجهود قطرية مصرية وأميركية، محذرًا من مغبة تفجّر الأوضاع في المنطقة، إذا استمرّت إسرائيل بعدوانها على غزة"، ودعا القضاة المجتمع الدولي "لتحمل مسؤولياته القانونية الأخلاقية وإلزام إسرائيل وقف عدوانها على غزة بشكل فوري، وضمان تنفيذ اتفاق وقف إطلاق النار بمراحله كافة، وإعادة التيار الكهربائي في غزة، وفتح المعابر المخصّصة لإرسال المساعدات الإنسانية إلى مختلف أنحاء القطاع الذي يعاني من كارثة إنسانية غير مسبوقة".[77]
- حزب الله: أدان حزب الله اللبناني "بأشد العبارات" استئناف «العدوان الإسرائيلي على قطاع غزة واستهداف الأطفال والنساء والمدنيين العزّل وهم نيام» وقال إنّ «العدوان الإسرائيلي يأتي في وقت يعاني أهالي غزة حصاراً خانقاً وتجويعاً قاسياً وتمارس إسرائيل عبره انتهاكاً صارخاً للقوانين والمواثيق الإنسانية والدولية"، وأكد أنّ "قرار حكومة نتنياهو الإرهابية الانقلابَ على وقف إطلاق النار واستئناف إشعال الحرب، بشراكة كاملة مع الإدارة الأميركية وسط صمت دولي مخزٍ يُبرز حقيقة مفادها أنّ الكيان الصهيوني والإدارة الأميركية لا يحترمان أي تعهدات واتفاقات»، و أنّ «هذه الشراكة تفضح الأهداف المستمرة للولايات المتحدة في زعزعة استقرار المنطقة، عبر دعم العدوان على فلسطين ولبنان وسوريا واليمن».[78]
- المجلس السياسي الأعلى،  الحوثيون: نددت حركة أنصار الله الحوثيون بالضربات الإسرائيلية العنيفة خلال الليل على قطاع غزة متعهدين «بتصعيد خطوات المواجهة»، وقال المجلس السياسي الأعلى للحوثيين في بيان إنه «يحمّل العدو الصهيوني والأميركي المسؤولية الكاملة عن نقض اتفاق وقف إطلاق النار وإفشال كل الجهود للانتقال للمرحلة الثانية، وكذا إعادة عسكرة البحار وتوتير الأجواء في المنطقة»، محذراً من أن «عليهم تحمل تداعيات وتبعات ذلك مهما كان حجمها».[79]

### دولي
- إيران: صرح المتحدث باسم وزارة الخارجية بأن الولايات المتحدة تتحمل المسؤولية المباشرة عن "استمرار الإبادة الجماعية في الأراضي الفلسطينية المحتلة".[80][81]
- فرنسا: أدانت وزارة الخارجية الفرنسية الغارات والهجمات ودعت إلى "وقف فوري للأعمال العدائية التي تعرض للخطر الجهود الرامية إلى تحرير الرهائن وتهدد حياة السكان المدنيين في غزة".[82]
- بلجيكا: صرح وزير الخارجية ماكسيم بريفوت في العاشر، داعياً الطرفين إلى تنفيذ المرحلة الثانية من الاتفاق، "التي يجب أن تمهد الطريق لإعادة الإعمار والسلام للجميع"، وأدان كذلك "الضربات الإسرائيلية الجديدة وخسائرها البشرية الفادحة"، مضيفاً أن منع إسرائيل للمساعدات الإنسانية عن الفلسطينيين كان "انتهاكاً خطيراً للقانون الدولي ".[83]
- الصين: قال المتحدث باسم وزارة الخارجية ماو نينغ إن بكين "قلقة للغاية" بشأن الهجمات، داعياً الأطراف إلى تجنب أي إجراءات "قد تؤدي إلى تصعيد الوضع، ومنع كارثة إنسانية على نطاق أوسع".[83]
- هولندا: صرّح وزير الخارجية كاسبر فيلدكامب في منصة "X" بأنه "يجب إنهاء جميع الأعمال العدائية بشكل دائم"، وأكد على ضرورة "احترام جميع الأطراف لبنود اتفاق وقف إطلاق النار في غزة واتفاقية الأسرى. يجب حماية جميع المدنيين"، وأضاف: "نحث جميع الأطراف على تنفيذه بالكامل: يجب إطلاق سراح الرهائن المتبقين، ويجب أن تصل المساعدات الإنسانية إلى المحتاجين".[83]
- النرويج: قال رئيس الوزراء يوناس غار ستوره ستور إن الهجمات الإسرائيلية "مأساة كبيرة" لأهالي غزة. وأضاف: "إنهم شبه معدومي الحماية. يعيش الكثير منهم في خيام وعلى أنقاض ما دُمر".[83]
- روسيا: حذر المتحدث باسم الكرملين دميتري بيسكوف من "دوامة التصعيد" في أعقاب الهجمات الإسرائيلية.[84]
- سويسرا: كتبت وزارة الخارجية الاتحادية السويسرية في منصة X أنها "تدعو إلى العودة الفورية إلى وقف إطلاق النار، وإطلاق سراح جميع الرهائن، وتسليم المساعدات الإنسانية دون عوائق".[85]
- تركيا: وصفت وزارة الخارجية الهجمات الإسرائيلية بأنها "مرحلة جديدة في سياسة الإبادة الجماعية"، وأضافت أنه من غير المقبول أن تتسبب إسرائيل في "دورة جديدة من العنف" في المنطقة، مضيفة أن "النهج العدائي" لإسرائيل يهدد مستقبل المنطقة،[86][87] كما قال الرئيس التركي رجب طيب أردوغان خلال مكالمات هاتفية مع القادة الفنلنديين والهولنديين إن الهجمات "غير مقبولة" ودعا المجتمع الدولي إلى "التوقف عن سياسة الإبادة الجماعية التي ينتهجها رئيس الوزراء الإسرائيلي نتنياهو" مؤكدا على أهمية استعادة وقف إطلاق النار في غزة في أقرب وقت ممكن.[88]
- المملكة المتحدة: دعت الحكومة البريطانية إسرائيل وحماس إلى تطبيق اتفاق وقف إطلاق النار في غزة "بشكل كامل"، وزعت جميع الأطراف إلى "العودة العاجلة إلى الحوار". وصرح المتحدث باسم رئيس الوزراء كير ستارمر قائلاً: "نريد أن نرى اتفاق وقف إطلاق النار هذا يُعاد تفعيله في أقرب وقت ممكن"، مضيفًا أن التقارير عن سقوط ضحايا مدنيين جراء الغارات الإسرائيلية الليلة الماضية "مروعة".[83] ورفضت حكومة ستارمر علنًا بيانًا لوزير الخارجية ديفيد لامي أمام مجلس العموم، قيّم فيه إسرائيل بانتهاك القانون الدولي بغاراتها. وصرح مكتب كير ستارمر بأن الأمر متروك لوزارة الخارجية لتقرير ما إذا كان لامي قد تجاوز موقف الحكومة تجاه الهجمات، وما إذا كان عليه الاعتذار.[89][90]
- إسبانيا: أدان وزير الخارجية خوسيه مانويل ألباريس الهجمات الإسرائيلية على غزة وقال لإذاعة أوندا سيرو إنه "لا يستطيع أن يجد الكلمات لوصف الوضع في غزة، ويجب علينا أن نحزن ونرفض هذه الموجة الجديدة من العنف وهذه القصف الجديد الذي ضرب السكان المدنيين دون تمييز".[91]
- أستراليا: صرح رئيس الوزراء أنتوني ألبانيز بعد الهجمات في غزة قائلاً: "لقد حدثت بالفعل معاناة هائلة هناك، ولهذا السبب ندعو جميع الأطراف إلى احترام وقف إطلاق النار واتفاق الرهائن الذي تم التوصل إليه"، وأضاف قائلاً: "سنواصل تقديم المذكرات. وستواصل أستراليا الدفاع عن السلام والأمن في المنطقة"،[83] كما قالت وزيرة الخارجية الأسترالية بيني وونغ إن "أستراليا تحث جميع الأطراف على احترام شروط وقف إطلاق النار في غزة واتفاق الرهائن وتنفيذه بالكامل"، وأضافت: "يجب حماية جميع المدنيين، وعلى جميع الأطراف الالتزام بالقانون الإنساني الدولي".[92]
- إيطاليا: قالت رئيسة الوزراء جورجيا ميلوني إن الهجمات الإسرائيلية على غزة تجعل احتمال التوصل إلى اتفاق لإطلاق سراح الأسرى معرضًا للخطر، وخلال خطابها في مجلس الشيوخ الإيطالي قالت: "نحن نتابع بقلق بالغ استئناف القتال في غزة... الأمر الذي يعرض للخطر الأهداف التي نعمل جميعًا من أجلها: إطلاق سراح جميع الرهائن وإنهاء العداء بشكل دائم، بالإضافة إلى استعادة المساعدات الإنسانية الكاملة في القطاع.[83]
- أيرلندا: أدان رئيس الوزراء مايكل مارتن الهجمات الإسرائيلية على غزة ودعا جميع الأطراف إلى احترام وقف إطلاق النار والاتفاق على إطلاق سراح الرهائن والعودة إلى المفاوضات "من أجل جميع المدنيين في غزة، الذين عانوا بالفعل من صعوبات لا يمكن تصورها، يجب أن يكون هناك نهاية عاجلة لجميع الأعمال العدائية".[83]
- بنغلاديش: أدانت وزارة الخارجية "العدوان العسكري الإسرائيلي المتجدد على غزة"، وقالت: "تُدين حكومة بنغلاديش بشدة وتُعرب عن قلقها العميق إزاء تجدد العدوان العسكري الإسرائيلي على غزة. لقد تسبب هذا في سقوط عدد كبير من الضحايا المدنيين، لا سيما النساء والأطفال، وزاد من تدهور الوضع الإنساني". كما دعت بنغلاديش المجتمع الدولي، وخاصةً الأمم المتحدة، إلى اتخاذ تدابير عاجلة وحاسمة لضمان وقف الأعمال العدائية، وحماية أرواح المدنيين، وتسهيل إيصال المساعدات الإنسانية دون عوائق إلى سكان غزة المحاصرين.[93][93]
- تشيلي: أدانت الحكومة التشيلية "الهجوم الوحشي ضد السكان المدنيين في غزة" ودعت إلى وقف إطلاق النار.[94]
- بولندا: صرحت وزارة الخارجية البولندي بأن "بولندا تدين تجدد الأعمال العدائية وسقوط ضحايا من المدنيين نتيجة للغارات الجوية الإسرائيلية في قطاع غزة"، وحثت جميع الأطراف على تنفيذ وقف إطلاق النار وتمكين إطلاق سراح جميع الرهائن.[95]
- كولومبيا: أدانت الحكومة الكولومبية الهجوم "العشوائي"، قائلة إنه "يعرض للخطر" وقف إطلاق النار، الذي حثت كولومبيا على الحفاظ عليه.[96]
- ألمانيا: صرّحت وزيرة الخارجية أنالينا بيربوك بأن الهجمات الإسرائيلية "تثير قلقًا بالغًا"، وأضافت أن "صور الخيام المحترقة في مخيمات اللاجئين صادمة. لا ينبغي أبدًا استخدام الأطفال الفارين والنازحين داخليًا كوسيلة ضغط في المفاوضات".[97]
- جنوب إفريقيا: أصدرت وزارة العلاقات الدولية والتعاون بيانًا تدين فيه الهجمات، مشيرة إلى أن "جنوب أفريقيا تشعر بقلق بالغ إزاء الهجوم العسكري، وحقيقة أن ملايين الأشخاص في غزة يواجهون نقصًا حادًا في الغذاء والمياه مع استمرار إسرائيل في منع المساعدات وقطع إمدادات الطاقة عن القطاع".[98]
- الولايات المتحدة: صرحت المتحدثة باسم البيت الأبيض كارولين ليفيت أن الرئيس ترامب أوضح أن جماعات مثل حماس والحوثيين وإيران ستواجه عواقب أفعالها ضد كل من إسرائيل والولايات المتحدة[98] وأكدت القائمة بأعمال السفيرة الأمريكية لدى الأمم المتحدة، دوروثي شيا، أن حماس تتحمل المسؤولية الكاملة عن تجدد العنف، مشيرة إلى رفضها لجميع مقترحات وقف إطلاق النار.[99]

### المنظمات غير الحكومية والمنظمات الدولية
- الأمم المتحدة: قال الأمين العام أنطونيو غوتيريش في بيان أصدره المتحدث باسمه إنه "مصدوم" من الهجمات الإسرائيلية التي أسفرت عن مقتل "عدد كبير" من المدنيين، وأضاف أنه "يناشد بشدة احترام وقف إطلاق النار، وإعادة المساعدات الإنسانية دون عوائق، وإطلاق سراح الرهائن المتبقين دون قيد أو شرط".[100]
  - الأونروا: أدان رئيس المنظمة فيليب لازاريني الهجوم، وكتب: "مشاهد مروعة لمدنيين قُتلوا، بينهم أطفال، إثر موجات قصف عنيف شنّتها القوات الإسرائيلية ليلاً". وأضاف: "إنّ تأجيج "جحيم الأرض" باستئناف الحرب لن يجلب إلا المزيد من اليأس والمعاناة".[83]
  - المفوضية السامية للأمم المتحدة لحقوق الإنسان: صرح المفوض السامي فولكر تورك بأن الهجوم "سيضيف مأساة إلى المأساة"، وأضاف أن الهجوم الإسرائيلي "لن يؤدي إلا إلى زيادة البؤس على الشعب الفلسطيني الذي يعاني بالفعل من ظروف كارثية".
- مجلس العلاقات الأمريكية الإسلامية: أدانت المنظمة الحكومة الإسرائيلية "لاستئناف هجماتها المروعة والإبادة الجماعية على رجال ونساء وأطفال غزة، مما أسفر عن مقتل مئات المدنيين في غضون ساعات"، وأضافت أن نتنياهو "يفضل بوضوح ذبح الأطفال الفلسطينيين في مخيمات اللاجئين بدلاً من المخاطرة بتفكك حكومته من خلال تبادل جميع المحتجزين من الجانبين وإنهاء الحرب الإبادة الجماعية بشكل دائم، كما هو مطلوب بموجب اتفاق وقف إطلاق النار الذي ساعد الرئيس ترامب في التوسط فيه والذي يجب عليه إنقاذه".[83]
- منتدى الرهائن والعائلات المفقودة: أصدرت المنظمة بيانًا أدانت فيه تجدد الهجمات ووصفته بأنه "تحطيم متعمد" لعملية إعادة الرهائن التسعة والخمسين المتبقين، واتهمت حكومة نتنياهو بـ"اختيار التضحية بأرواح الرهائن". وطالب المنتدى بالعودة إلى شروط وقف إطلاق النار، وحثّ الرئيس الأمريكي دونالد ترامب على التفاوض لإطلاق سراح جميع الرهائن.[101]
- منظمة الإغاثة الإسلامية: أدانت المنظمة تقاعس الحلفاء الغربيين والعرب الإسرائيليين، مشيرة إلى أن "تعبيرهم السطحي عن القلق" بدلاً من فرض قيود على الأسلحة والتجارة ضد إسرائيل لا يعني الكثير في مواجهة الانتهاكات المتكررة للقانون الدولي، ويجعلهم متواطئين في الجرائم المستمرة ضد الإنسانية.[102]
- الاتحاد الأوروبي: صرّحت الممثلة العليا للشؤون الخارجية والسياسة الأمنية، كايا كالاس، في منشور على مواقع التواصل الاجتماعي بأن "على إسرائيل إنهاء عملياتها العسكرية واستئناف إدخال المساعدات الإنسانية والكهرباء إلى غزة. وعلى حماس إطلاق سراح جميع الرهائن فورًا".[103] وصرح رئيس المجلس الأوروبي، أنطونيو كوستا، في 10 أبريل/نيسان بأنه "مصدوم وحزين" لمقتل المدنيين في الهجمات الإسرائيلية على غزة، مؤكدًا ضرورة إطلاق سراح جميع الرهائن والمعتقلين، واستئناف المساعدات الإنسانية فورًا.[104]

مراجع
- هيومن رايتس ووتش: قال مدير فرع إسرائيل وفلسطين في هيومن رايتس ووتش عمر شاكر، إن "التقارير عن مقتل مئات الفلسطينيين وسط هجوم إسرائيل المتجدد على غزة أمر مثير للقلق، وقد ارتكبت السلطات الإسرائيلية جرائم الحرب وجرائم ضد الإنسانية بما في ذلك التهجير القسري والإبادة، وأعمال الإبادة الجماعية خلال العدوان على غزة، ينبغي على الدول الأخرى التحرك بشكل عاجل لمنع المزيد من الفظائع الجماعية، بما فيه تعليق نقل الأسلحة إلى إسرائيل، ودعم المحكمة الجنائية الدولية وتنفيذ أوامر الاعتقال الصادرة عنها، وفرض عقوبات محددة على المسؤولين المسؤولين عن انتهاكات قوانين الحرب. وأن "إسرائيل تنتهك القانون الدولي بشكل علني في غزة، ويحث المجتمع الدولي على محاسبة المسؤولين الإسرائيليين وإنهاء جميع عمليات نقل الأسلحة إلى البلاد".[105]